# Aaron Russo
Aaron Russo (14 de febrero de 1943 - 24 de agosto de 2007) fue un cineasta, activista político ultracapitalista y de derecha estadounidense. De ascendencia italiana y nacido en una familia sefardí,[cita requerida] comenzó a promover espectáculos de rock and roll cuando aún estaba en la educación obligatoria. Tras una época en la que abrió varios club nocturnos, empezó otra de productor cinematográfico en cuya carrera destacan filmes como Trading Places, Wise Guys o La rosa, en las que recibió numerosos premios por sus logros, un Grammy, un Tony, un Emmy y seis nominaciones a los Oscar. Se describió a sí mismo como "luchador por la libertad", comenzando una carrera política hasta su muerte.
En la década de 1990, tuvo problemas con el Servicio de Impuestos Internos (IRS) y, finalmente, fue condenado a pagar 2 millones de dólares por evasión de impuestos. Años más tarde, en 2005, escribió, produjo y dirigió una película documental titulada America: Freedom to Fascism (América: de la libertad al fascismo), en activismo contra el Servicio de Impuestos Internos y el Sistema de Reserva Federal, y proyectada por él mismo, en la playa del municipio de Cannes, sobre una pantalla hinchable portátil.
En 2004, Aaron Russo dio su apoyo al Free State Project. A inicios de 2007, Russo anunció su apoyo al congresista republicano Ron Paul para su campaña presidencial de 2008. Justo antes de su muerte en 2007, Russo fundó RestoreTheRepublic.com como una organización delineada según los fines de su última cinta, y que al igual que su fundador une ideas libertarias constitucionalistas junto con algunas teorías de conspiración.
El 24 de agosto de 2007, Russo murió a la edad de 64 años supuestamente de cáncer de vejiga en el hospital Cedars-Sinai en Los Ángeles, California